# Phanias neomexicanus
Phanias neomexicanus là một loài nhện trong họ Salticidae.
Loài này thuộc chi Phanias. Phanias neomexicanus được Richard C. Banks miêu tả năm 1901.